# Канем (імперія)

Територія держави Канем-Борну під час найбільшого розширення

Канем (імперія) (700—1376) — доколоніальна африканська держава. Займала територію сучасного Чаду, південної Лівії і східного Нігера. Історія Канема з XIII століття добре відома завдяки Королівській хроніці (en: Girgam), знайденої в 1851 році німецьким мандрівником Генріхом Бартом.

## Виникнення
Виникнення імперії Канем почалося близько 700 року, коли кочові племена загава, родинні сучасним тубу, мігрували на родючі землі на північний схід від озера Чад. До переселення ці землі населяли осілі племена під загальною назвою Сао, які утворили складну децентралізовану систему укріплених міст-держав. До кінця XVI століття загава повністю підкорили й асимілювали Сао, але при цьому взяли істотну частину їхніх звичаїв і способу життя.

## Династія Дугува
Канем розташовувався на південному кінці торгового шляху через Сахару, що з'єднував Триполі і озеро Чад. У 700 році, при першому документально відомому царі («Маї») Сефе або Сайфава, загава заснували місто Нджімі (N'jimi, «південний» мовою теда), що став їх столицею. Нджімі досяг значної влади і впливу при сині Сефа, Дугу. Дугу вважається засновником династії Дугува. Маї Дугува володіли божественною владою, і належали до правлячої аристократії, відомої як Магумі. 

## Династія Сейфуа
Незважаючи на зміну династії у 1085 році на Сефува бербером Хуме, Магумі і титул Маї зберігалися більше тисячі років. Найбільшого піднесення Канем досяг за правління маї Дунами II.